# Cayratia medogensis
Cayratia medogensis är en vinväxtart som beskrevs av Chao Luang Li. Cayratia medogensis ingår i släktet Cayratia och familjen vinväxter. Inga underarter finns listade i Catalogue of Life.